# Illas (parròquia)
Illas és una parròquia conceyu asturià d'Illas. Ocupa una superfície de 13,31 km² a la zona central del terme municipal i té una població de 605 habitants (INE, 2008).
La població està repartida entre les poblacions de:
- La Caizuela (capital del conceyu)
- La Barrera
- La Braña
- Calaveru
- Fáeu
- Fonte
- Friera
- La Llaguna
- La Llanaváu
- La Lláscara
- Pole
- Taborneda
- Trexu
- Vega
- La Ventanueva
- Viesques
- Xuyana